# 和睦布倫瑞克
布倫瑞克足球俱樂部（德語：Eintracht Braunschweig）是一間位於下薩克森州不倫瑞克的德國足球球會，於1895年連同木球隊一同成立。到1906年，改稱為FuCC Eintracht。而在1920年，再改稱為Eintracht Braunschweig。二次大戰後，球會重組後，於1945年稱為TSV Braunschweig，直到1949年回復先前所使用的名稱，直到現在。

## 歷史
球會擁有一段精采的歷史，成立後很快就成為北部一股強大的足球勢力。他們很早就享受到成果，一直於頂級聯賽角逐，並且在1908年和1913年奪得北部聯賽冠軍。在1914年，有3名球員入選德國國家足球隊。而在第三帝國期間，球會於Gauliga角逐，並且能在聯賽的季後賽中亮相。而在戰後，除了在1952/53球季曾在第二組別的聯賽角逐外，其他時間大多都在頂級聯賽角逐。而在1949年，球會的守門員Faehland和雲達不來梅的射手相撞後，導致內出血，幾天後死亡。而到了1958年，球會再一次在季後賽亮相，最後以第三名完成。
布倫瑞克穩定的表現和穩定的財政狀況，令布倫瑞克成為十六間德國足球甲級聯賽的創始成員之一。球會之後再一次享受成果，在1966/67球季以穩健的防守奪得德國冠軍，全季只失27球，這個紀錄直到1988年才被雲達不萊梅打破。
布倫瑞克在1977年差點再次成為聯賽冠軍，但最後以一分之差被冠軍门兴格拉德巴赫壓倒，和以得失球差被亞軍沙尔克04壓倒而只得第三名。當時球會有十名球員入選德國國家隊，大多都是在六十年代或七十年代加入。
布倫瑞克在1971年捲入了聯賽醜聞中，但事情有一點不尋常。有一班球員接受到40,000馬克的款項，但他們這次是要盡力贏出比賽，而不是不盡力比賽令球會打和或落敗。最後，有兩名球員被停賽，10名球員遭罰款。
在1973年，布倫瑞克在一些對手的面前，成為首家在球衣上印有商標的德甲球會，不過他們沒有接受把球會改名為Eintracht Jägermeister。這宗交易值100,000馬克，也引入了一個足球商業的新途徑，之後其他球會爭相仿效。
直到八十年代中期前，布倫瑞克大多數時間都在德甲角逐，其間只曾兩次降落乙級，分別在1973/74球季和1980/81球季。在1963年至1973年的322場德甲賽事中，他們未曾有球員被紅牌趕出場，這個紀錄至今還未有球會能打破。自從1985/86球季開始，布倫瑞克就開始在第二級別聯賽和第三級別聯賽中角逐。在1987年，他們又創立了一項紀錄，就是成為唯一一間獲得正球差而仍然需要降班的球會。這一年，他們攻入了52球，而失球則有47球。

## 榮譽
- 德國冠軍: 1967年

## 著名球員
- Igor Belanov
- 哈塞·博里
- 保罗·布莱特纳（Paul Breitner）
- 贝恩德·弗兰克
- Bernd Gersorff
- Uwe Hain
- Danilo Popivoda
- Tobias Rau

## 外部連結
- 官方網站（页面存档备份，存于）